# 贾米尼亚
贾米尼亚（1970年12月9日—）场上司职攻击型中场，他以极具观赏性的踢法为球迷所熟知，在弗拉门戈和拉科鲁尼亚的球迷中有很高的支持率。

## 俱乐部生涯
在巴西国内，贾米尼亚先后效力于如弗拉门戈和帕尔梅拉斯之类的著名俱乐部，直到1996年，他转战东洋，加盟日本J联赛清水鼓动。
但日本只是贾米尼亚登陆欧洲前的跳板，随后他便加盟西甲球队拉科鲁尼亚。他只用了3个赛季，就在87场比赛里打进26球，成为球迷的宠儿。然而随着与他位置相同的贝莱隆加入球队，贾米尼亚逐渐失宠，一度被租借前往奥地利联赛。
在短暂回归拉科鲁尼亚之后，贾米尼亚在墨西哥的美洲队结束了自己的职业生涯，那年他34岁。但贾米尼亚并未远离拉科鲁尼亚，2008年，他还曾与数名拉科鲁尼亚的老队友一道，参加了元老室内足球赛。

## 国家队生涯
尽管才华出众，但由于固执的性格加深了与教练组之间的矛盾，贾米尼亚与巴西国家队之间始终若即若离。6年里贾米尼亚只代表巴西国家队出场14次，尽管如此，他还是代表球队赢得了1997年美洲杯冠军。

## 个人生活
- 贾米尼亚的父亲是贾尔马·迪亚斯（英语：Djalma Dias），他是上世纪60年代巴西著名的足球运动员。